# Les Deux Anglaises et le Continent
Pour plus de détails, voir Fiche technique et Distribution.
Les Deux Anglaises et le Continent est un film français réalisé par François Truffaut, sorti en 1971 et adapté du roman d'Henri-Pierre Roché, Deux Anglaises et le continent.

## Synopsis
Au début du vingtième siècle, Claude (Jean-Pierre Léaud), jeune Français dandy et collectionneur (de femmes autant que d'œuvres d'art), fait la connaissance d'une jeune Anglaise, Ann (fille d'une amie de sa mère), qui l'invite à passer ses vacances dans sa famille, au pays de Galles.
Ann va lui présenter sa sœur Muriel, et pousser Claude à tomber amoureux de celle-ci. Les deux Anglaises, puritaines, sont surprises et charmées par ce jeune Français libertaire, qu'elles appellent « le Continent ».
Mais le mariage escompté entre Muriel et Claude n'aura pas lieu : leurs mères respectives, les estimant trop jeunes pour l'amour, décident une séparation d'un an pour mettre à l'épreuve leurs sentiments. Claude repart à Paris la mort dans l'âme et pense tenir bon. Mais sa vie de libertin reprend le dessus.
Entre-temps, Ann, l'aînée des sœurs, s'émancipe et part à son tour à Paris pour faire de la sculpture. A ce moment va s'amorcer une relation entre elle et Claude, qui l'initie à la sensualité.
A la fois rongée par la culpabilité de tromper la confiance de sa sœur (Muriel est amoureuse de Claude) et elle-même amoureuse de Claude, Ann devient petit à petit le pendant féminin de Claude dans le Paris artistique et libertaire du début du XXe siècle. Elle va ainsi prendre un autre amant (Diurka, un Slave incarné par Philippe Léotard), ce que Claude aura du mal à accepter, malgré ses idées libérales en matière de couple.
Le drame atteint son comble lorsque Muriel est mise au courant de la relation d'Ann et Claude. Elle tombe gravement malade et se morfond dans une dépression dont elle mettra plusieurs années à guérir, grâce à sa dévotion religieuse. Son culte de la pureté la sépare alors encore plus de sa soeur à la vie « dissolue ».
C'est ensuite au tour d'Ann de tomber malade : elle revient au pays de Galles, tuberculeuse, et y meurt en prononçant ces mots : « j'ai de la terre plein la bouche », paroles rapportées à Claude par Diurka, qui s'était rendu sur place pour la demander en mariage.

Claude, meurtri, écrit un roman où il met en scène une femme aimant deux hommes, pendant déguisé de son histoire avec les deux sœurs Brown : Jérôme et Julien, dont Diurka, éditeur, se charge de la publication. Claude dira à Diurka : 

« À présent, j'ai le sentiment que ce sont les personnages de ce livre qui ont souffert à ma place. »

Mais tout n'est pas dénoué. Pour Muriel, qui a désormais conscience que le temps presse, une seule chose compte : retrouver Claude et l'aimer. C'est ce qu'elle va faire, seulement le temps d'une nuit, en le laissant désespéré au petit matin. Claude pleure. Muriel le quitte en soutenant qu'ils ne pourraient pas être heureux ensemble, que la réalisation de leur amour est impossible à long terme. Un dernier espoir fait croire à Claude qu'il passera le reste de ses jours avec Muriel lorsqu'elle pense être enceinte, puis s'éteint lorsque celle-ci lui écrit qu'elle s'est trompée.
Bien des années passent ; au milieu des années 1920, Claude, qui ne s'est jamais marié, se promène dans le parc du musée Rodin en repensant aux sculptures d'Ann et à son amour pour ces deux sœurs anglaises, lorsqu'un groupe de petites filles attire son attention. Il les regarde et cherche avec désespoir le visage de Muriel parmi ceux des petites filles. En effet, il a appris que Muriel s'était mariée et qu'elle avait eu une fille, dont l'âge devrait correspondre à celui des petites filles.

Rentrant chez lui, il croise son reflet vieilli (il porte des lunettes et une barbe) dans la vitre d'une automobile et s'écrie avec effroi : 

« Mais qu'est-ce que j'ai ? J'ai l'air vieux, aujourd'hui. »

## Fiche technique
Sauf indication contraire, les informations mentionnées dans cette section peuvent être confirmées par la base de données cinématographiques IMDb,  présente dans la section « Liens externes ».
- Titre : Les Deux Anglaises et le Continent
- Titre anglais : Two English Girls
- Production : Les Films du Carrosse (Paris), Cinetel (Paris)
- Distribution : Valoria films (Paris)
- Diffusion mondiale : Alain Vannier (Orly Films)
- Réalisation : François Truffaut
- Scénario : François Truffaut et Jean Gruault,

d'après le roman de Henri-Pierre Roché (Éditions Gallimard)
- Musique : Georges Delerue (Éditions Hortensia)
- Photo : Nestor Almendros
- Cadre : Jean-Claude Rivière
- Assistant opérateur : Yves Lafaye
- Son : René Levert
- Costumes : Gitt Magrini,
- Assistant aux costumes : Pierangelo Cicchetti (Tirelli-Rome)
- Décors : Michel de Broin, Jean-Pierre Kohut
- Montage : Yann Dedet, Martique Barraque
- Assistants réalisateurs : Suzanne Schiffman, Olivier Mergault
- Régisseur général : Roland Thenot
- Producteur exécutif : Marcel Berbert
- Directeur de production : Claude Miller
- Administrateur de production : Christian Lentretien
- Attachée de presse : Christine Brière
- Photographe : Pierre Zucca
- Scripte : Christine Pellé
- Accessoiriste : Jean-Claude Dolbert
- Coiffeuse : Simone Knapp
- Maquilleuse : Marie-Louise Gillet
- Laboratoires : L. T. C. (Saint-Cloud)
- Tournage : Extérieurs et décors naturels (Normandie, région parisienne, Vivarais, Jura)
- Dates du tournage : du 28 avril 1971 au 9 juillet 1971
- Post-production : septembre-octobre 1971
- Mixages : S.I. S. (La Garenne)
- Sous-titrage : Cinétitres-L. T. C.
- Visa de contrôle : N°38.400
- Procédé : Eastmancolor
- Écran : 1 x 1.66
- Longueur : 3 607 m
- Pays de production :  France[1]
- Langues de tournage : français, anglais[1]
- Genre : drame, romance et historique
- Durée : 118 minutes (version courte)
132 minutes (version d'auteur)
- Date de sortie :
  - France : 18 novembre 1971 à la Cinémathèque française (Trocadéro)
  - Sortie publique : 26 novembre 1971, à Paris
- Affiche : Michel Landi (France)

## Distribution
- Jean-Pierre Léaud : Claude Roc
- Kika Markham : Ann Brown
- Stacey Tendeter : Muriel Brown
- Marie Mansart : Mme Roc
- Philippe Léotard: Diurka
- Sylvia Marriott : Mrs. Brown
- Irène Tunc : Ruta
- Mark Peterson : Mr. Flint
- David Markham : Le palmiste
- Annie Miller : Monique de Monferrand
- Jeanne Lobre : Mme Jeanne, concierge de Claude
- Georges Delerue : Le notaire (et homme d'affaires) des Roc
- Marcel Berbert : Le marchand de tableaux
- Christine Pellé : Secrétaire de Claude
- Anne Levaslot : Muriel, petite fille
- Sophie Jeanne : Clarisse, sa petite amie
- René Gaillard : Le chauffeur de taxi
- Sophie Baker : L'amie du café
- François Truffaut : commentaire
- Éva Truffaut

## Commentaires
Inspiré du roman du même titre d'Henri-Pierre Roché, auteur de Jules et Jim, Les Deux Anglaises et le Continent présente le triangle inverse : un homme français et deux femmes anglaises. Plus pessimiste, le film, influencé par Jean Renoir[réf. souhaitée], est marqué par des références fréquentes à la sculpture et par l'omniprésence du thème épistolaire et littéraire (correspondances postales, journaux intimes et roman écrit par Claude). Le générique de début ne montre d'ailleurs qu'une succession d'exemplaires du livre de Roché aux éditions Gallimard. La voix-off, souvent employée par François Truffaut, gagne ici ses « lettres de noblesse » en rythmant le film dans son entier et en lui donnant son identité ainsi que son originalité. C'est Truffaut qui lit lui-même le texte de Roché, légèrement modifié par endroits. Le réalisateur, son personnage et son film même se confondent.
Cette œuvre intime et violente que Truffaut considérait comme son chef-d'œuvre, révèle le lien que fait son auteur entre amour et douleur (physique et morale). Selon le réalisateur, Les Deux Anglaises et le Continent était un film « non sur l'amour physique mais un film physique sur l'amour ». Truffaut pensait en effet être arrivé à un niveau de maîtrise honorable dans son usage de la narration et de la photographie (les prises de vues de Nestor Almendros soulignent le contraste lumière/ombre). La réalisation de ce film lui tenait également à cœur pour des raisons personnelles : le roman de Roché dont Truffaut propose l'adaptation est le seul livre qu'il a emporté à la clinique durant une cure de sommeil effectuée pour soigner sa dépression après le départ de sa compagne Catherine Deneuve.
Le titre est volontairement ambigu : le terme « continent » désigne aussi bien la France par rapport à la Grande-Bretagne, que la qualification de celui qui pratique la continence. Claude Roc incarne la figure de la stérilité, étouffé qu'il est par les figures féminines castratrices (les sœurs Brown mais surtout sa propre mère, avec laquelle il a une relation fusionnelle). Ce thème de l'homme faible enchaîné par l'amour de femmes mortifères se retrouve tissé tout au long de l'œuvre de Truffaut, notamment dans La Femme d'à côté.
Truffaut confie à Jean-Pierre Léaud son premier grand rôle de composition dans ce film, différent du statut d'éternel adolescent qu'il incarnait avec Antoine Doinel depuis Les Quatre Cents Coups, mais également chez Jean-Luc Godard. Cette évolution, qui lui permettra d'envisager des rôles plus ambitieux, comme celui de l'anti-héros de La Maman et la Putain de Jean Eustache, aura néanmoins pour effet de précipiter la disparition du personnage d'Antoine Doinel, Truffaut estimant que l'acteur a dépassé son personnage[réf. nécessaire]. Antoine Doinel réapparaitra le temps d'un seul film rétrospectif en 1979, L'Amour en fuite, qui est loin d'être le favori de son auteur[réf. nécessaire].
La musique du film est de Georges Delerue, carte d'identité sonore des films de Truffaut les plus romantiques.

## Réception critique
Les Deux Anglaises est mal reçu par la critique et le public. La France subit encore de plein fouet l'onde de choc de Mai 68 et se retrouve mal à l'aise devant cet hommage audacieux rendu à l'amour platonique comme à l'amour physique, hommage très anachronique réunissant dans un paradoxe grandiose l'éloge de la pureté, de la dévotion, et celui d'une certaine idée romantique de la sensualité. Cet échec est frustrant pour Truffaut, qui a pu voir la réalisation de cette œuvre comme une solution cathartique à son propre chagrin d'amour. À l'image de Claude Roc, Truffaut soigne son mal par la création. Le film fut d'ailleurs amputé de nombreuses scènes à sa sortie en 1971, considérées, à l'époque, comme des longueurs superflues.
Le film est ressorti en 1985 sous le titre Deux Anglaises, dans sa version définitive. Il s'agit du dernier travail de fond mené par Truffaut, juste avant son décès prématuré, à 52 ans. Ce second montage des Deux Anglaises et le Continent, quelques mois avant sa mort (octobre 1984), témoigne de l'importance que revêtait cette œuvre dans la carrière de son auteur.

### Radio
- Mardis du cinéma - « François Truffaut et Henri-Pierre Roché, une affinité créatrice » (1re diffusion : 7 mai 1991)